# Lanreotyd
Lanreotyd – makrocykliczny związek chemiczny z grupy oligopeptydów, cykliczny oktapeptyd zawierający reszty D-tryptofanu i D-alaniny. Jest syntetycznym analogiem somatostatyny o działaniu podobnym do oktreotydu. Stosowany jest w leczeniu akromegalii i objawów spowodowanych przez guzy neuroendokrynne przewodu pokarmowego. Wiąże się z receptorami dla somatostatyny typu 2, 3 i 5, przez co hamuje wydzielanie hormonu wzrostu, motyliny, jak też pankreatyny. Znacznie hamuje poposiłkowe zwiększenie przepływu w tętnicy krezowej górnej i żyle wrotnej. Obniża stymulowane prostaglandyną E1 wydzielanie wody, sodu, potasu i chlorków do światła jelita czczego. Obniża stężenie prolaktyny u przewlekle leczonych pacjentów z akromegalią.

## Przeciwwskazania
- nadwrażliwość na lanreotyd i białka o podobnej budowie

## Środki ostrożności
1. U pacjentów z akromegalią leczonych lanreotydem obserwowano niewielkie zahamowanie czynności gruczołu tarczowego.
2. W ciąży i podczas karmienia piersią stosować tylko wtedy gdy jest to bezwzględnie wskazane.
3. Przed rozpoczęciem leczenia wskazane jest wykonanie ultrasonografii pęcherzyka żółciowego.
4. U pacjentów z cukrzycą należy regularnie kontrolować poziom glikemii.

## Wskazania do stosowania
- długotrwałe leczenie akromegalii (w przypadku, gdy poziom krążącego hormonu wzrostu lub insulinopodobnego czynnika wzrostu (IGF-1) pozostaje nieprawidłowy po zabiegu operacyjnym i (lub) radioterapii)
- leczenie objawów klinicznych związanych z guzami neuroendokrynnymi

## Interakcje
Lanreotyd może obniżać stężenie przyjmowanej jednocześnie cyklosporyny.

## Działania niepożądane
- biegunka, nudności, wzdęcia, zaparcia, wymioty
- ból brzucha, głowy, nóg, ból w miejscu wstrzyknięcia
- kamica lub zagęszczenie treści pęcherzyka żółciowego, podwyższenie stężenia bilirubiny we krwi
- astenia, uderzenia gorąca, senność
- hiperglikemia
- obniżenie libido
- świąd, zwiększona potliwość

## Dawkowanie
Lek należy podawać głęboko podskórnie w pośladek.
Akromegalia: zalecana dawka początkowa wynosi 60–120mg co 28 dni.
Guzy neuroendokrynne: zalecana dawka początkowa wynosi 60–120mg co 28 dni.

## Preparaty w Polsce
W Polsce dostępne są preparaty lanreotydu o nazwie handlowej Somatuline